# Casa do Infantado

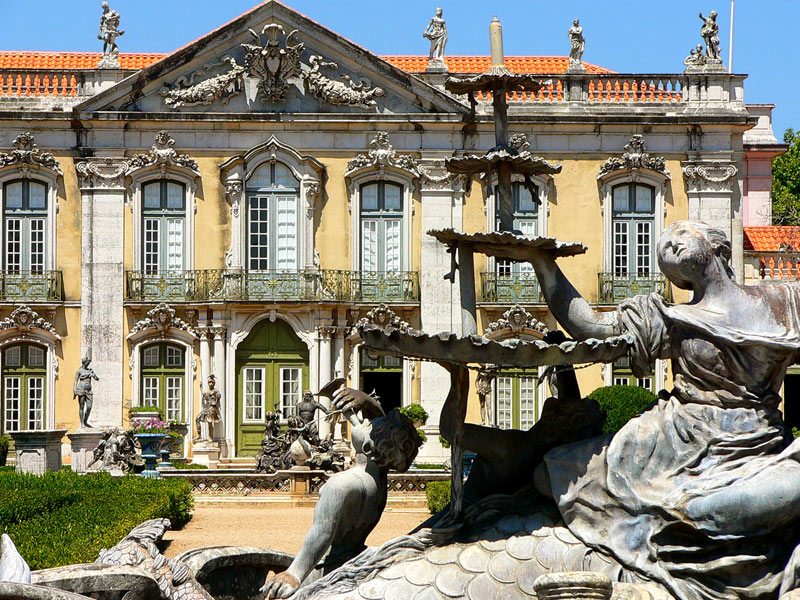
O Palácio Nacional de Queluz fez parte das propriedades da Casa do Infantado.

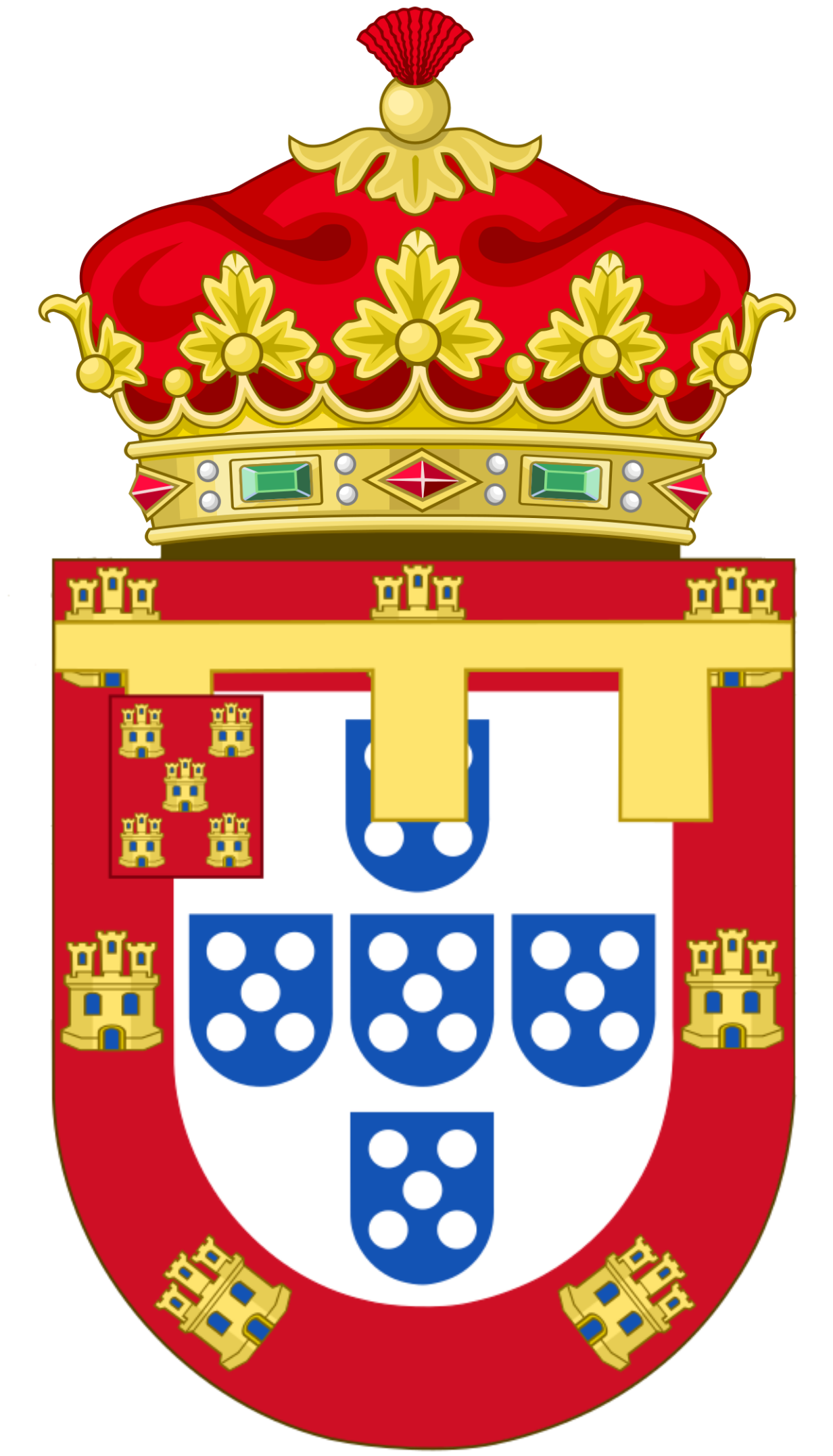
Brasão de Armas do Primeiro Infante.

Criada pelo rei D. João IV em 1654-1655, a chamada Casa do Infantado era um conjunto de bens materiais, propriedades e rendimentos, vasto património senhorial, em sua maioria confiscados aos apoiantes de Espanha durante o período da Restauração da Independência. Foi extinta em 1834.
Propriedade do segundo filho do Rei de Portugal (o príncipe que não era o herdeiro da Coroa), tal Infante possuiria assim o título de Senhor da Casa do Infantado ou simplesmente Senhor do Infantado.  A medida visava assegurar o mantimento dos filhos segundos, para que vivessem no Reino, e tivessem as suas casas próprias. Procurava-se sobretudo garantir as condições de uma larga descendência para «perpetuar e dilatar o mais que puder o sangue e família real». Tudo leva a crer que D. João IV estaria já seguro da incapacidade do seu sucessor (depois Afonso VI de Portugal) para o exercício da realeza.
A base da doação foi a cidade de Beja, com o título ducal, que pertencera ao rei D. Manuel I de Portugal. Como esse rendimento não bastava, juntou-se-lhe o senhorio da casa de Vila Real e de Caminha, confiscado em 1641. A doação abrangia as vilas, lugares, castelos, padroados, terras, foros, direitos e tributos da segunda casa, o que garantia o título de duque de Vila Real para o filho primogênito do Infante D. Pedro.  A Casa continuou a receber novas doações da coroa: a quinta de Queluz e suas pertenças; os palácios e casas dos Corte-Real em Lisboa, que haviam pertencido ao 2º marquês de Castelo Rodrigo;  a vila de Serpa e seu termo com seus celeiros e os de Moura; as rendas da Ordem Militar de Cristo de que o infante se via nomeado comendador; as lezírias da Golegã, Borba, Mouchões e Silveira, perto do rio Tejo, junto de São Libório, termo de Santarém; e as saboarias do Porto e das vilas e lugares de Entre Douro e Minho e Trás-os-Montes. Depois de D. Afonso VI ter subido ao poder, outras mercês foram acrescentadas, como a concessão a D. Pedro de obter anualmente 1000 quintais de pau-brasil sem pagamento de direitos; e a compra que o mesmo efetuou à sua irmã, D. Catarina de Bragança, da cidade de Lamego e do paul de Magos.
Assim, «não era apenas a extensão dominial que definia a Casa do Infantado, mas o conjunto dos seus rendimentos numa vasta zona urbana e rural desde Trás-os-Montes ao Baixo Alentejo. A sua principal riqueza era agrícola, mas beneficiava também de interesses marítimos (Caminha, Aveiro) e ribeirinhos. Assim, depois da Casa de Bragança a do Infantado foi a mais abastada do Reino como domínio senhorial.»
Foi sendo enriquecida ao longo dos tempos por forma a dar aos infantes secundogénitos uma fonte de rendimento que lhes permitisse conservar o estatuto que se esperava de um príncipe. De facto, sua enorme riqueza chegou a tornar-se fonte de contendas e discórdias como sucedeu aquando da morte do infante D. Francisco de Bragança, irmão de D. João V em 1742. Reclamou o outro irmão do Rei, D. António a sucessão na chefia da Casa do Infantado, que viria contudo a ser entregue ao infante D. Pedro de Bragança, filho secundogénito de D. João V, o que muito agravou a relação entre os dois irmãos.
Foram Senhores do Infantado os seguintes Infantes:
- D. Pedro de Bragança depois Rei D. Pedro II - Foi Regente por Golpe de Estado devido a incapacidade do irmão , D. Afonso VI, e Rei depois da morte deste;
- D. Francisco de Bragança, Duque de Beja - Foi Condestável de Portugal;
- D. Pedro de Bragança depois Rei D. Pedro III - Foi Rei pelo casamento com a sobrinha D. Maria I;
- D. João de Bragança depois Rei D. João VI - Foi Rei por morte de seu irmão D. José de Bragança, o Príncipe Herdeiro;
- D. Miguel de Bragança depois Rei D. Miguel I - Foi regente por menoridade da sua sobrinha, D. Maria da Glória, e depois rei por usurpação desses direitos; terminou banido da sucessão e foi expulso de Portugal.

Os Reis que foram Senhores do Infantado, não estavam destinados, inicialmente, ao trono, herdaram a Coroa pelos diferentes motivos acima descritos.